# Governatorato autonomo dell'Estonia
Il governatorato autonomo dell'Estonia fu istituito il 12 aprile 1917 dal Governo provvisorio russo all'interno della Repubblica russa.
In precedenza l'Estonia si trovava sotto il controllo dell'Impero russo ed era suddivisa in due governatorati (guberniya): il governatorato di Reval, nel nord, corrispondente all'incirca all'area dell'Estonia danese, e la parte settentrionale del governatorato di Riga, dove viveva la maggioranza degli estoni. Queste due aree furono quindi unite in un unico governatorato dopo la Rivoluzione di febbraio.
Furono organizzate le elezioni per il Parlamento provvisorio, Maapäev e i menscevichi e i bolscevichi ottennero una certa percentuale di voti. Il 5 novembre 1917, due giorni prima della Rivoluzione di Ottobre a San Pietroburgo, il capo bolscevico estone Jaan Anvelt tentò un colpo di Stato a Tallinn, cercando di deporre il governatore Jaan Poska il 9 novembre. Il 28 novembre 1917 il Maapäev, rifiutando di riconoscere il tentativo bolscevico di colpo di Stato, si autoproclamò come l'unica autorità costituita e legalmente eletta in Estonia. Il Parlamento fu poi comunque sottomesso dai bolscevichi; nel 1918 si tennero le elezioni per l'Assemblea Costituzionale e i partiti anti-bolscevichi ottennero la maggioranza.

## Dal governatorato autonomo all'indipendenza estone
Nel febbraio successivo, dopo il crollo delle trattative di pace tra l'Impero russo e l'Impero tedesco, l'Estonia fu occupata dai tedeschi e le forze bolsceviche si arresero, uscendo dalla guerra mondiale e ritirandosi in Russia. Il 23 febbraio 1918, un giorno prima dell'occupazione, gli Anziani del Maapäev effettuarono una formale dichiarazione d'indipendenza. Anche se ci vollero circa nove mesi perché l'Estonia si liberasse dall'occupazione tedesca, con la fine del primo conflitto mondiale, questa data è celebrata ancora oggi come giorno dell'indipendenza estone.
Al termine della prima guerra mondiale, nel vuoto di potere lasciato dalla resa tedesca, i bolscevichi russi ritennero di potersi riprendere il possesso dei territori baltici, già ceduti col Trattato di Brest-Litovsk, ed instaurarvi il bolscevismo come avevano fatto in Russia.
Ciò scatenò una sanguinosa guerra d'indipendenza, svoltasi tra il 1918 e il 1920, fra estoni e bolscevichi, che alla fine portò gli estoni, alleati con la Gran Bretagna, volontari scandinavi e l'Armata Bianca, alla vittoria finale. Con il trattato di Tartu i bolscevichi russi s'impegnavano a riconoscere l'indipendenza dell'Estonia.